# Catherine de Bar
Catherine de Bar (řeholním jménem: Mechtilda od Nejsvětějští svátosti; 31. prosince 1614 Saint-Dié – 6. dubna 1698 Paříž) byla francouzská řeholnice a zakladatelka kongregace Benediktinek od věčné adorace Nejsvětější svátosti.

## Život
Narodila se 31. prosince 1614 v Saint-Dié jako sedmé dítě nižších šlechticů Jeana de Bar a Marguerite Guillon.
V listopadu 1631 vstoupila do noviciátu Řádu Zvěstování Panny Marie v Bruyères. Zde přijala řeholní jméno Kateřina od svatého Jana Evangelisty. Po složení řeholních slibů byla nejprve jmenována podpřevorkou a následně převorkou kláštera. Roku 1635 byla nucena se spolusestrami po invazi švédských vojsk do Lotrinska uprchnout do Badonvilleru v hrabství Salm. Na protestantském území nezůstaly dlouho, protože musely založit internátní školu v Commercy. Během třicetileté války se rozšířila morová epidemie a mnoho sester zemřelo. Kateřina odešla do domu rodičů v rodné obci, kde se rozhodla opustit řád a vstoupit do noviciátu nově obnoveného kláštera benediktinek v Rambervillers.
Dne 2. července 1639 přijala řeholní hábit a pozvala přeživší sestry z řádu Zvěstování ke vstupu do benediktinského řádu. Dne 11. července 1640 složila řeholní sliby se jménem Kateřina od svaté Mechtildy. Před koncem roku benediktinky uprchly do Saint-Mihiel, kde zažily velký hladomor. Na pomoc obyvatelstvu přichází misie vyslaná svatým Vincencem de Paul. Kněží z misie pomohli sestrám v nouzi. Dvě sestry byly poslány k abatyši Marie de Beauvilliers do Paříže. Sestra Kateřina odešla s dvěma sestrami do Paříže, kde dojednala ostatním sestrám pobyt v hospici Saint-Maur-des-Fossés.
Po konci války byly sestry povolány zpět do kláštera v Rambervillers. Sestra Kateřina odmítala odejít, ale nakonec se podřídila představeným. Roku 1650 byla zvolena převorkou kláštera. Zanedlouho válka opět vypukla. Matka Kateřina se rozhodla 24. března 1651 uprchnout se dvěma sestrami do Paříže.
V Paříži učinila rozhodnutí k založení řeholní kongregace zaměřené na neustálou adoraci Nejsvětější svátosti oltářní. S podporou otce Picoté, zpovědníka královny Anny Rakouské, se pustila do sepsání řeholních pravidel. Komunita sester byla svěřena pod patronát královny. Jako představená nové kongregace přijala jméno Mechtilda od Nejsvětější svátosti.
Zemřela 6. dubna 1698 v Paříži.
V pařížské arcidiecézi byl zahájen proces svatořečení.